# Vissarion di Bulgaria
Vissarion (in bulgaro Висарион?; fl. XIII secolo) è stato un patriarca della Chiesa ortodossa bulgara nel XIII secolo.
È l'unico patriarca bulgaro a non essere stato incluso nell'elenco dei patriarchi del Libro di Boril. L'unica testimonianza della sua esistenza è un sigillo non datato che recita "Vissarion, per grazia di Dio Patriarca dei Bulgari". Si ipotizza che abbia presieduto la Chiesa bulgara durante il regno dell'imperatore Ivan Asen II (r. 1218-1241) e che sia stato omesso negli elenchi perché sosteneva l'unione con la Chiesa cattolica conclusa dall'imperatore Kalojan (r. 1197-1207) e abolita da Ivan Asen II.
Gli storici bulgari ritengono che possa essere identificato con il "Patriarca Spiridone", noto grazie a un'agiografia scoperta di recente, il cui nome non è citato in nessuna fonte storica. Nel 1238 il patriarca si oppose al terzo matrimonio di Ivan Asen II con Irene Comneno Ducas perché non era canonico. L'imperatore, che amava Irene "non meno di quanto Marco Antonio amasse Cleopatra" secondo i contemporanei, fece perseguitare e giustiziare il patriarca. La Chiesa rifiutò di riconoscere Irene come imperatrice e fece canonizzare Vissarion come santo e commissionò la sua agiografia.